# إيملي بيدجون
إيملي بيدجون (بالإنجليزية: Emily Pidgeon)‏ هي منافسة ألعاب القوى بريطانية، ولدت في 1 يونيو 1989 في كوتسوولدز في المملكة المتحدة.

## وصلات خارجية
- إيملي بيدجون على موقع الاتحاد الدولي لألعاب القوى (الإنجليزية)
- إيملي بيدجون على موقع الدوري الماسي (الإنجليزية)